# 转座子

一段细菌DNA转座子

转座因子（英語：Transposable element，亦称为转座元件，跳跃子, 跳躍基因）是一类DNA序列，它们能够在基因组中通过转录或逆转录，在内切酶（Nuclease）的作用下，移動到其他基因座。
转座因子的这种行为，与假基因（Pseudogene）的出现颇有相似甚至相同之处。有些科学家将后者视为“基因化石”，是物种进化的痕迹之一。
請求來源转座子的发现，证明了基因组并不是一个静态的集合，而是一个不断在改变自身构成的动态有机体。根据转座因子“跳跃”方式的不同，转座因子被分为I型和II型转座子。

## 芭芭拉·麦克林托克的發現
芭芭拉·麥克林托克 (Barbara McClintock) 在紐約冷泉港實驗室發現了玉米 (Zea mays) 中的第一個转座子。 麥克林托克正在試驗染色體斷裂的玉米植株。
在1944-1945年的冬天，麥克林托克種植了自花授粉的玉米粒，這意味著花的絲（花柱）從自己的花藥中接受了花粉。  這些穀粒來自一長串自花授粉的植物，導致第九條染色體末端的斷臂。  隨著玉米植株開始生長，麥克林托克注意到葉子上出現了不尋常的顏色圖案。例如，一片葉子有兩個大小幾乎相同的白化斑塊，並排位於葉子上。  麥克林托克假設，在細胞分裂過程中，某些細胞會失去遺傳物質，而其他細胞則獲得了它們失去的東西。  然而，當她將當代植物的染色體與親代進行比較時，她發現染色體的某些部分已經改變了位置。  這駁斥了當時流行的基因理論，即基因在染色體上的位置是固定的。 麥克林托克發現，基因不僅可以移動，而且還可以根據特定環境條件或在細胞發育的不同階段打開或關閉。
麥克林托克還表明，基因突變是可以逆轉的。  她於1951年提交了關於她的發現的報告，並於1953年11月在《遺傳學》上發表了一篇題為《在玉米中選定基因座處誘導不穩定性》（Induction of Instability at Selected Loci in Maize）的文章。
在1951年的冷泉港研討會上，她首次公佈了她的發現，但她的演講遭到了一片死寂一般的沉默。  直到1960年代末至1970年代，她的工作在很大程度上被駁回和忽視，當時在細菌中發現转座子後，它被重新發現。 1983年，她因發現转座子而獲得諾貝爾生理學或醫學獎，距她最初的研究已有30多年了。

## 分类
转座子作为几种可动遗传因子之一，还可以根据其是复制-粘贴还是剪切-粘贴分为I型转座子和II型转座子两类。

### I型转座子
I型转座子转座中间体是RNA。I型转座子又被称为逆元件（Retro element）。该型转座子会先被转录为RNA，然后该RNA被逆转录，再次成为DNA，才被插入到目标位点中。

### II型转座子
相比起I型转座子的“复制后粘贴”，II型转座子的转座行为就是“剪切后粘贴”。II型转座中间体是DNA，其实就是它本身。因此II型转座子又被称为不复制转座子。这类型的转座子在结构上有其特点。首先是转座子序列的两端，是两段正向重复序列（direct repeat，简称dR），与它们接壤的是反向重复序列（invert repeat，简为iR），就是所谓的“回文”序列。然后才是中间的插入序列（Insert sequence，简为IS）。

## 转座子与假基因
只要考察一下某些假基因的出现过程，就会发现转座子与假基因的出现颇有相似相同之处。假基因是一类本来正常，但后来因为突变或转座，而可能失去了原来功能的基因。说是可能，因为目前的一些研究发现，在环境压力下，某些假基因可以重新被激活，而某些假基因则有着调控基因表达的作用。可总结为“假作真时真亦假”。它们与原来的基因可能很相似，但又可以有很大差异，例如DPRX基因有7组假基因，DPRXP4（就是说DPRX的第四假基因）与原基因经过比对（Alignment），存在95%的相似序列。

## 外部連結
- . New Scientist. 21 June 2006, (2556)  [2018-01-26]. （原始内容存档于2014-12-31）. – A possible connection between aberrant reinsertions and lymphoma.
- Repbase （页面存档备份，存于） – a database of transposable element sequences
- RepeatMasker （页面存档备份，存于） – a computer program used by computational biologists to annotate transposons in DNA sequences
- Use of the Sleeping Beauty Transposon System for Stable Gene Expression in Mouse Embryonic Stem Cells （页面存档备份，存于）